# Burk (Marktoberdorf)
Burk ist ein Gemeindeteil der Stadt Marktoberdorf im Landkreis Ostallgäu im bayerischen Regierungsbezirk Schwaben.
Der Ort, ein Ortsteil des Stadtteils Bertoldshofen, liegt östlich des Hauptortes Marktoberdorf und südöstlich des Hauptortes Bertoldshofen. Nördlich des Ortes verläuft die B 472, westlich fließt die Geltnach.

## Bauwerke

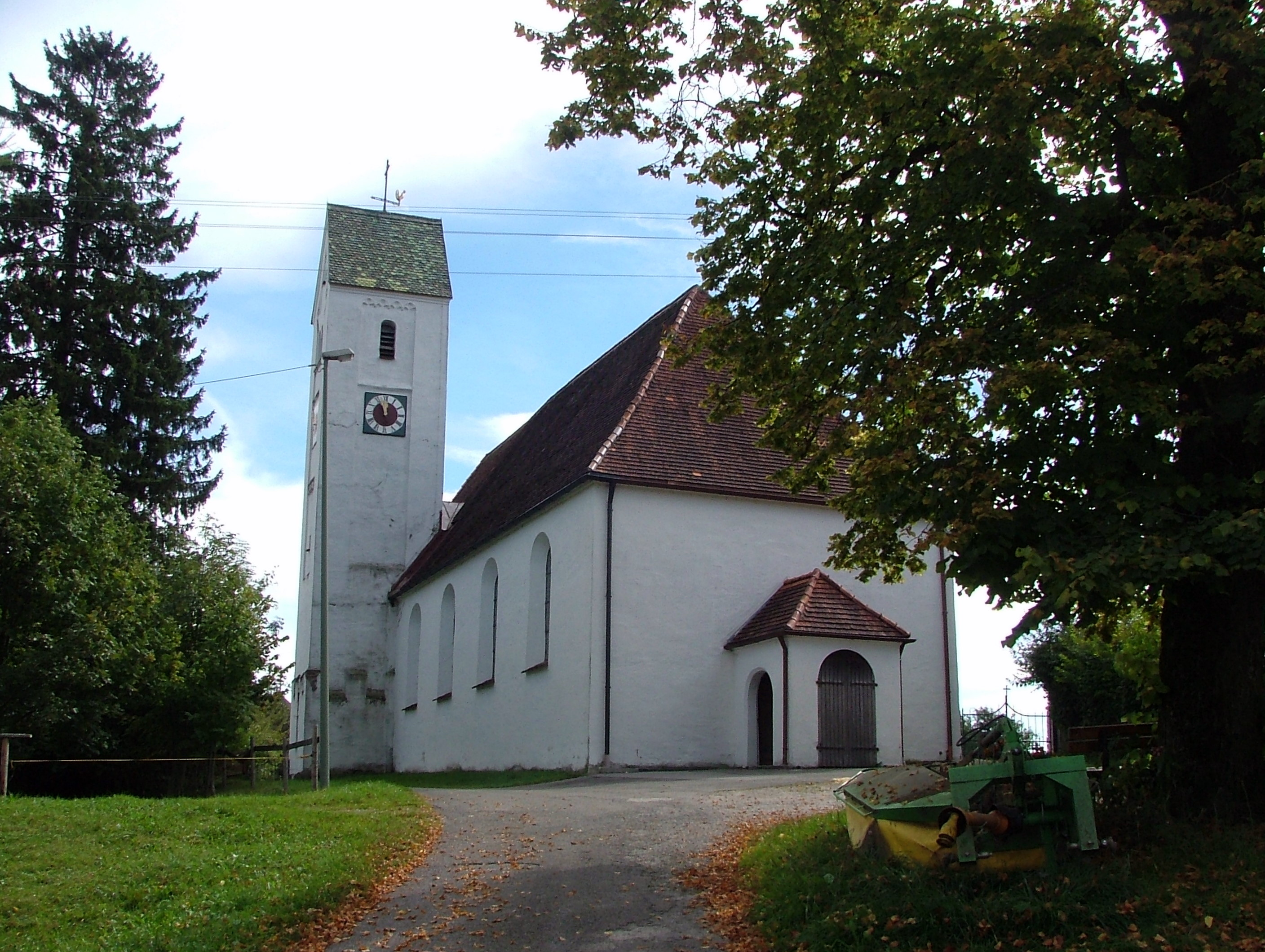
Filialkirche St. Sebastian (2010)

In der Liste der Baudenkmäler in Marktoberdorf ist für Burk ein Baudenkmal aufgeführt:
- Die um 1500 erbaute katholische Filialkirche St. Sebastian ist ein Saalbau mit Walmdach und Nordturm mit Kleeblattbogenfriesen und Steildachturm. Im Jahr 1744 wurde die Kirche barockisiert und 1835 nach Westen verlängert. Die noch aus dem 17. Jahrhundert stammende Friedhofsmauer besteht aus Roll- und Bruchsteinmauerwerk.